# Atwater (Saskatchewan)
Pour les articles homonymes, voir Atwater.
Atwater est une communauté située dans la province de Saskatchewan, dans le sud-est.